# Bertold Hummel

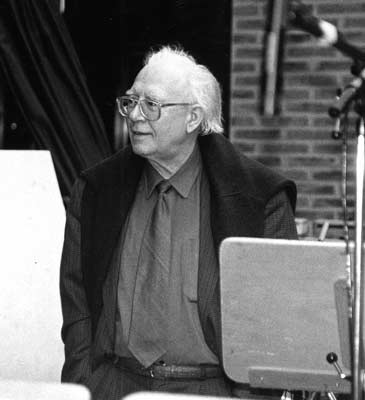
Hummel in 1994

Bertold Hummel (Hüfingen, 27 november 1925 – Würzburg, 9 augustus 2002) was een Duitse componist en docent in Würzburg en cantor in Freiburg en werd vooral bekend door zijn kerkmuziek. Hij schreef ook symfonieën, kamermuziek en muziek voor ballet en film. 
Internationale waardering kreeg hij volgens de Frankfurter Allgemeine vooral met zijn Concert voor slagwerk en orkest (Opus 70). 
Hij kreeg diverse prijzen onder andere van de katholieke Kerk in Duitsland, waarvoor hij veel composities schreef, maar ook cultuurprijzen van de steden Parijs, Stuttgart, Düsseldorf en Würzburg. 

## Belangrijkste werken
- Der Schrein der Märtyrer op. 90 - oratorium

- Toneelwerken 
  - Des Kaisers neue Kleider op. 10 - opera
  - Episoden op. 23 - ballet
  - The last flower (James Thurber) op. 55 - ballet
  - Faust (Heinrich Heine) op. 78 - ballet

- Werken voor orkest
  - Symfonie no. 1 voor strijkers op. 20
  - Symfonie no. 2 Reverenza op. 30
  - Symfonie no 3 Jeremias (Franz Werfel) op. 100
  - Visionen (openbaring van Johannes) op. 73

- Werken voor harmonieorkest
  - Symphonietta op. 39
  - Oregon Symphonie op. 67
  - Tombeau voor PJK op. 81g
  - Musica urbana op. 81c

- Concerti 
  - Pentafonia voor slagwerk en strijkers op. 53
  - Concerto voor slagwerk en orkest op. 73
  - Muziek voor Marimba/Vibrafon en strijkers 86
  - Aphorismen über B-A-C-H voor slagwerk en strijkers op. 105
  - Divertimento capriccioso voor klavecimbel en kamerorkest op. 15
  - Poem voor cello en strijkers op. 80
  - Metamorphosen über B-A-C-H voor orgel en blazers op. 40
  - Muziek voor gitaar en strijkers op. 89
  - Concertino voor fagot en strijkers op. 27
  - Muziek voor saxofoon en orkest op. 96b

- Kamermuziek
  - 8 Fragments from letters of Vincent van Gogh voor bariton en strijkkwartet op. 84
  - Adagio in memoriam Benjamin Britten op. 62a
  - Strijkkwartet no. 1 op. 3
  - Strijkkwartet no. 2 op. 46
  - Adagietto voor strijksextet op. 75d
  - Sonata voor viool en piano op. 6
  - Suite voor viool solo op. 78
  - Sonata voor cello en piano op. 2
  - Sonatina, voor piano, viool, altviool, cello, contrabas
  - Sinfonia piccola voor 8 contrabassen op. 66
  - Blazerskwintet op. 22
  - Ludi a tre voor oboe, slagwerk en piano op. 29
  - Trio voor fluit, oboe en fagot op. 60
  - Trio in memoriam Olivier Messiaen voor fluit, oboe en piano op. 95c
  - 5 Bagatellen voor 6 clarinets op. 28
  - Blazersoktet op. 47
  - Sonatina, voor blockfluit, fluit, trompet, hoorn, fagot, trombone, tuba

- Werken voor orgel

- Werken voor slagwerk

- Werken voor koor

- Werken voor harp

- Liederen 
  - 6 Lieder nach Hermann Hesse op. 71a
  - 10 Lieder nach Theodor Storm op. 71b,
  - 5 Lieder nach Joseph von Eichendorff op. 88b
  - Kopflos - Lieder nach skurrilen Gedichten von Hermann Hesse op. 108

- Muziek voor kinderen